# Tirrena-Adriàtica 1969
La Tirrena-Adriàtica 1969 va ser la 4a edició de la Tirrena-Adriàtica. La cursa es va disputar en cinc etapes, la darrera d'elles dividida en dos sectors, entre l'11 i el 15 de març de 1969, amb un recorregut total de 946,3 km. El vencedor de la cursa fou l'italià Carlo Chiappano (Sanson), que s'imposà en la general amb 31" sobre el segon classificat, el belga Albert van Vlierberghe (Ferretti). L'italià Giuseppe Fezzardi (Sanson) acabà en tercera posició.

## Etapes
| Etapa | Data       | Recorregut                                      | Km    | Vencedor d'etapa         | Líder de la general      |
| ----- | ---------- | ----------------------------------------------- | ----- | ------------------------ | ------------------------ |
| 1a    | 11 de març | Bracciano - Fiuggi                              | 209,0 | Franco Bitossi (ITA)     | Franco Bitossi (ITA)     |
| 2a    | 12 de març | Fiuggi - Alatri                                 | 190,0 | Franco Bitossi (ITA)     | Franco Bitossi (ITA)     |
| 3a    | 13 de març | Alatri - Pescasseroli                           | 176,0 | Giancarlo Polidori (ITA) | Giancarlo Polidori (ITA) |
| 4a    | 14 de març | Pescasseroli - San Benedetto del Tronto         | 239,0 | Adriano Durante (ITA)    | Arturo Pecchielan (ITA)  |
| 5a A  | 15 de març | San Benedetto del Tronto - S.B del Tronto       | 114,0 | Patrick Sercu (BEL)      | Carlo Chiappano (ITA)    |
| 5a B  | 15 de març | San Benedetto del Tronto - S.B del Tronto (CRI) | 18,3  | Vittorio Adorni (ITA)    | Carlo Chiappano (ITA)    |

## Classificació general
|    | Ciclista                     | Equip     | Temps       |
| -- | ---------------------------- | --------- | ----------- |
| 1  | Carlo Chiappano (ITA)        | Sanson    | 23h 58' 18" |
| 2  | Albert van Vlierberghe (BEL) | Ferretti  | + 31"       |
| 3  | Giuseppe Fezzardi (ITA)      | Sanson    | + 42"       |
| 4  | Luigi Sgarbozza (ITA)        | Max Meyer | + 1' 14"    |
| 5  | Roberto Ballini (ITA)        | G.B.C.    | + 1' 31"    |
| 6  | Ernesto Donghi (ITA)         | Sagit     | + 1' 36"    |
| 7  | Italo Zilioli (ITA)          | Filotex   | + 2' 00"    |
| 8  | Arturo Pecchielan (ITA)      | Molteni   | + 2' 15"    |
| 9  | Aldo Moser (ITA)             | G.B.C.    | + 2' 55"    |
| 10 | Franco Mori (ITA)            | Sanson    | + 4' 33"    |